# ماهیچه سرینی بزرگ
ماهیچۀ سُرینی بزرگ (به انگلیسی: gluteus maximus) یکی از بزرگترین ماهیچه‌های بدن است که در قسمت پایین کمر (باسن) قرار دارد.
ماهیچۀ سرینی بزرگ، ماهیچۀ حجیمی است در قسمت خلفی–میانی بدن (قسمت خلفی لگن خاصره) و سطحی‌ترین عضلۀ این ناحیه است. عضلۀ سرینی بزرگ از لبۀ خارجی قسمت خلفی تاج خاصره، سطح خلفی قسمت تحتانی خاجی و لبۀ خارجی سطح خلفی دنبالچه شروع شده و به برجستگی سرینی در قسمت خلفی–فوقانی استخوان ران می‌چسبد. عضلۀ سرینی بزرگ و تودۀ بافت چربی روی آن، کفل را به‌وجود می‌آورند.
ناحیۀ سُرِین از سه عضله تشکیل شده‌است: ماهیچۀ سرینی بزرگ، ماهیچۀ سرینی متوسط و ماهیچۀ سرینی کوچک. این ماهیچه‌ها از نوع مخطط بوده و نقش مهمی در دویدن و راه رفتن ایفا می‌کنند.
سرین بزرگ یا عضلهٔ بزرگ سرینی، اصلی‌ترین عضلهٔ بازکننده (اکستنسور)ی مفصل ران در انسان است. این عضله، بزرگ‌ترین و بیرونی‌ترین عضله در میان ماهیچه‌های سرینی است و بخش عمده‌ای از شکل و نمای هر طرف لگن را تشکیل می‌دهد. این عضله، بزرگ‌ترین ماهیچهٔ بدن انسان از نظر حجم است. تودهٔ گوشتی و ضخیم این ماهیچه که شکلی چهارگوش دارد، برجستگی باسن را پدید می‌آورد. دو عضلهٔ سرینی دیگر شامل ماهیچه سرینی میانی و ماهیچه سرینی کوچک هستند که گاه به‌طور غیررسمی با هم تحت عنوان «عضلات سرینی» یا «گلوت‌ها» شناخته می‌شوند.
اندازهٔ بزرگ این عضله یکی از ویژگی‌های شاخص دستگاه ماهیچه‌ای انسان به‌شمار می‌آید، زیرا با توانایی انسان در حفظ وضعیت ایستاده پیوند دارد. در مقابل، دیگر نخستی‌سانان دارای لگنی صاف‌ترند و توانایی حفظ ایستادن قائم را ندارند.
این عضله از دسته‌های ماهیچه‌ای موازی تشکیل شده که در بسته‌هایی بزرگ‌تر و جداشده با سپتوم لیفی (تیغه‌های بافتی) سازمان یافته‌اند.

## مسیر
ماهیچۀ سرینی بزرگ از سطح خارجی استخوان تهیگاهی، استخوان خاجی، دنبالچه و رباط خاجی‌نشیمنگاهی (لیگامان ساکروتوبروس) منشأ می‌گیرد و به نوار تهیگاهی‌درشت‌نئی (ایلیوتیبیال) و برجستگی سرینی (گلوتئال) استخوان ران ختم می‌شود. از عصب سرینی زیرین عصب‌دهی می‌شود و در حرکات پا مانند بازشدن (اکستنشن)، چرخش خارجی آن و ایستادن نقش مهمی دارد.

## ساختار
سرین بزرگ بیرونی‌ترین ماهیچه باسن است و از محل‌های مختلفی در این ناحیه منشأ می‌گیرد. این عضله از خط سرینی پسین روی سطح بیرونی استخوان خاصره (بخشی از لگن)، تیغه خاصره‌ای در بالا، بخشی از استخوان خاجی در پایین و کنار استخوان دنبالچه آغاز می‌شود. همچنین، پیوندهایی با نیام ماهیچه راست‌کننده ستون مهره‌ها (نیام کمری-پشتی)، رباط خاجی-نشسته و نیام پوشاننده ماهیچه سرینی میانی دارد.
الیاف این عضله به‌طور مایل به پایین و خارج کشیده شده‌اند.
ماهیچهٔ سرین بزرگ در دو ناحیهٔ اصلی پایان می‌یابد:
بخش بالایی و بزرگ‌تر آن به همراه الیاف سطحی بخش پایینی، به یک تیغهٔ زردپی ضخیم ختم می‌شود که از روی تروکانتر بزرگ عبور کرده و به نوار خاصره‌ای‌درشت‌نیچئی در نیام کشسان ران وارد می‌شود؛
الیاف عمقی بخش پایینی به ناهمواری سرینی در خط زبر بین ماهیچه پهن جانبی و ماهیچهٔ نزدیک‌کننده بزرگ متصل می‌شوند. اگر تروکانتر سوم وجود داشته باشد، محل دیگری برای اتصال ماهیچه است.

### کیسه‌های زلالی
سه کیسه زلالی (بورسا) معمولاً در سطح عمقی این عضله قرار دارند:
یکی از آن‌ها که بزرگ است، بین عضله و تروکانتر بزرگ قرار دارد (Bursa trochanterica m. glutaei maximi)؛
دومی که گاهی وجود ندارد، روی تکمه نشیمنگاهی قرار دارد (Bursae glutaeofemorales)؛
سومی بین پوست و زردپی عضله است که گاهی تا ماهیچه پهن جانبی امتداد دارد (Bursa trochanterica subcutanea).

## کارکرد
ماهیچهٔ سرین بزرگ در راست‌کردن پا در مفصل ران نقش دارد؛ یعنی وقتی پا در مفصل ران خم شده باشد، این عضله آن را صاف می‌کند تا در امتداد تنه قرار گیرد. در این وضعیت، مقعد نیز در یک راستا قرار می‌گیرد و با سفت شدن عضله، لگن به جلو متمایل می‌شود. در حالت تکیه بر یک پا، این عضله لگن و تنه را روی سر استخوان ران نگه می‌دارد. نیرومندترین عملکرد آن بازگرداندن بدن به وضعیت ایستاده پس از خم شدن است که با کشیدن لگن به عقب انجام می‌شود؛ این حرکت با همکاری ماهیچه دوسر ران (سر دراز)، نیم‌تاندونی، نیم‌غشایی و نزدیک‌کننده بزرگ تقویت می‌شود.
بخش پایینی این عضله همچنین به‌عنوان نزدیک‌کننده و چرخاننده بیرونی اندام عمل می‌کند و الیاف بالایی آن دورکننده مفصل ران هستند.
سرین بزرگ کشنده‌ای برای نیام کشسان ران است و از طریق اتصال به نوار خاصره‌ای‌درشت‌نیا، استخوان ران را در هنگام ایستادن روی درشت‌نی تثبیت می‌کند، به‌ویژه زمانی که ماهیچه‌های بازکننده زانو در حال استراحت‌اند. در نتیجه این عضله باعث بازکردن، والگوس‌سازی و چرخش بیرونی در زانو می‌شود.

## جامعه و فرهنگ

### تمرین
اسکوات تک‌پا با هالتر به‌صورت پشتی و با قرارگیری پای دیگر در عقب، یکی از تمریناتی است که موجب تحریک شدید ماهیچه سرینی بزرگ می‌شود.
ماهیچه سرینی بزرگ در ورزش‌هایی چون دویدن و وزنه‌برداری نقش دارد. تمرین‌های متعددی برای تقویت این ماهیچه و دیگر عضلات ناحیهٔ بالای پا طراحی شده‌اند:
بلند کردن ران در حالت درازکش (Hip thrust)
پل سرینی (Glute bridge)
بازکردن مفصل ران از وضعیت چهارپا (Quadruped hip extension)
تاب‌دادن کتل‌بل
اسکوات و انواع آن مانند اسکوات پا باز، اسکوات تک‌پا (پشت‌پا یا جلوپا) و لانج پا باز
ددلیفت و انواع آن
هایپراکستنشن معکوس
بازکردن مفصل ران در چهار جهت
تمرین گلوت-هم (Glute-ham raise)

### در هنر
در نگاه فرهنگی، ماهیچه‌های سرینی نماد سلامت، قدرت و جذابیت زیبایی‌شناختی به‌شمار می‌روند. در آثار هنری نیز معمولاً به‌شکلی برجسته و متناسب نمایش داده می‌شوند تا پویایی و توانایی حرکتی بدن را نمایان سازند.
نمونه‌هایی از بازنمایی این عضلات را می‌توان از دوران یونان باستان تا دوران معاصر مشاهده کرد.

## نگارخانه

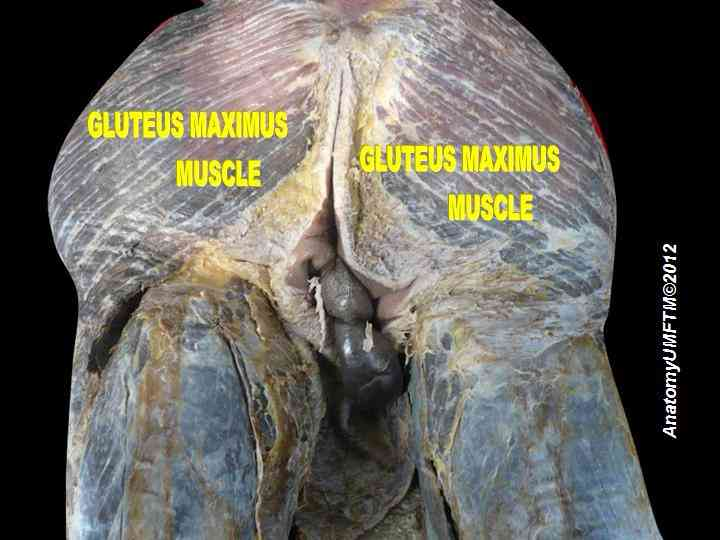